# Valea Drăganului
Valea Drăganului – wieś w Rumunii, w okręgu Kluż, w gminie Poieni. W 2011 roku liczyła 1466 mieszkańców.